# Evangelische Kirche Ernsthausen (Burgwald)

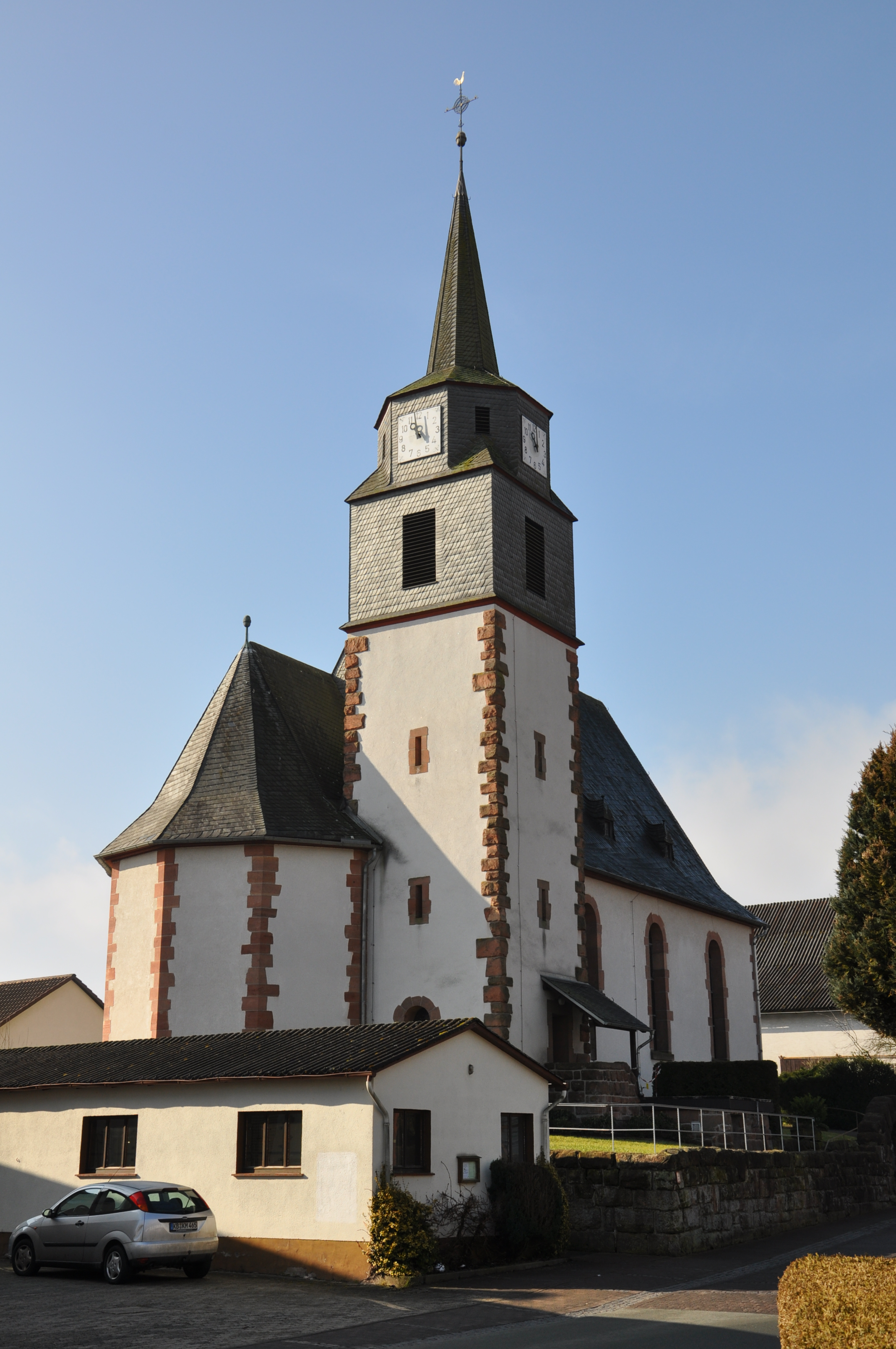
Evangelische Kirche Ernsthausen

Die Evangelische Kirche Ernsthausen ist ein denkmalgeschütztes Kirchengebäude, das in Ernsthausen steht, einem Ortsteil der Gemeinde Burgwald im Landkreis Waldeck-Frankenberg (Hessen). Die Kirchengemeinde gehört zum Kirchenkreis Eder im Sprengel Marburg der Evangelischen Kirche von Kurhessen-Waldeck.

## Geschichte
Der frühneuzeitliche Kirchenbau mit massivem Chor wurde 1911 abgerissen. 1912/1913 erfolgte der Neubau unter Verwendung von Teilen des Chors. Die im Baustil der Neorenaissance nach einem Entwurf des Marburger Architekten Pesch errichtete Saalkirche wurde am 19. Januar 1913 eingeweiht.

## Beschreibung
Hinter dem Langhaus steht im Osten der polygonal abgeschlossene Chor, an dem nach Norden der quadratische viergeschossige Kirchturm angefügt ist. Auf den massiven Teilen des Turms befindet sich ein schiefergedecktes Geschoss, hinter dessen Klangarkaden sich der Glockenstuhl befindet. Darauf sitzt ein achteckiger Aufsatz für die Turmuhr. Bedeckt ist der Turm mit einem achtseitigen spitzen Helm. Das Kirchenschiff hat hohe Bogenfenster im Norden und vier ebensolche Fenster an der südlichen Längsseite. Der mit einer Kassettendecke überspannte Innenraum des Kirchenschiffs hat an der nördlichen Längswand und im Westen eine Empore. Nur wenige Spolien aus der alten Kirche fanden Aufnahme im Neubau, so blieben die 1890 von Peter Dickel gefertigte Orgel mit 11 Registern, 2 Manualen und ein Pedal sowie ein Taufbecken aus dem Jahre 1645 erhalten. Seine heutige Gestalt erhielt der Innenraum nach einer großen Renovierung 1965, als im Chor die hölzernen Pfarrstände entfernt wurden. Außerdem wurde eine neue Kanzel errichtet.